# Georgijs Pujacs
Georgijs Pujacs (* 11. Juni 1981 in Riga, Lettische SSR) ist ein lettischer Eishockeyspieler, der seit Juli 2019 bei den Olimp Riga in der lettischen Eishockeyliga unter Vertrag steht.

## Karriere
Georgijs Pujacs begann seine Karriere als Eishockeyspieler in seiner Heimatstadt, in der er von 1996 bis 1998 je eine Spielzeit lang für den HK Pardaugava Riga in der lettischen Eishockeyliga, sowie den HK Riga in der East European Hockey League aktiv war. Nach einem weiteren Jahr in der lettischen Hauptstadt wurde er im NHL Entry Draft 1999 in der neunten Runde als insgesamt 264. Spieler von den Boston Bruins ausgewählt, für die er allerdings nie spielte. Stattdessen lief der Verteidiger in der Saison 1999/2000 für die Rochester Mustangs in der Juniorenliga United States Hockey League sowie das Profiteam Anchorage Aces in der West Coast Hockey League auf. Nachdem er die folgende Spielzeit bei HK Vilki OP Riga in seiner lettischen Heimat begonnen hatte, verließ er den Club bereits nach sechs Spielen wieder. Daraufhin erhielt er einen Vertrag beim HK Liepājas Metalurgs, mit dem er 2002 das Double aus lettischer Meisterschaft und East European Hockey League gewinnen konnte. In der Saison 2002/03 wurde er mit Liepājas erneut lettischer Meister.
Den Großteil der Saison 2003/04 stand Pujacs beim Örebro HK in der HockeyAllsvenskan, der zweiten schwedischen Spielklasse, unter Vertrag. Anschließend kehrte er nach Nordamerika zurück, wo er in der Saison 2004/05 für die Elmira Jackals in der United Hockey League auflief. In der folgenden Spielzeit wiederum trat der Linksschütze mit dem HK Riga 2000 in der belarussischen Extraliga an. Von 2006 bis 2007 spielte er für Chimik Moskowskaja Oblast in der russischen Superliga, bevor er vor der Saison 2007/08 zum HK Dinamo Minsk nach Belarus wechselte.
Anfang November 2007 kehrte Pujacs in die Superliga zurück und wurde vom HK Lada Toljatti unter Vertrag genommen. Im folgenden Sommer wurde der Lette vom HK Lada Toljatti in dessen Kader für die neu gegründete Kontinentale Hockey-Liga beordert, wechselte jedoch im Laufe der Saison 2008/09, Anfang Januar 2009, zu dessen lettischen Ligarivalen Dinamo Riga. Für die Saison 2009/10 unterschrieb Pujacs einen Vertrag beim HK Sibir Nowosibirsk. In den folgenden zweieinhalb Jahren absolvierte er über 130 KHL-Partien für Nowosibirsk, ehe er den Verein im Januar 2012 verließ und zum HK Awangard Omsk wechselte.

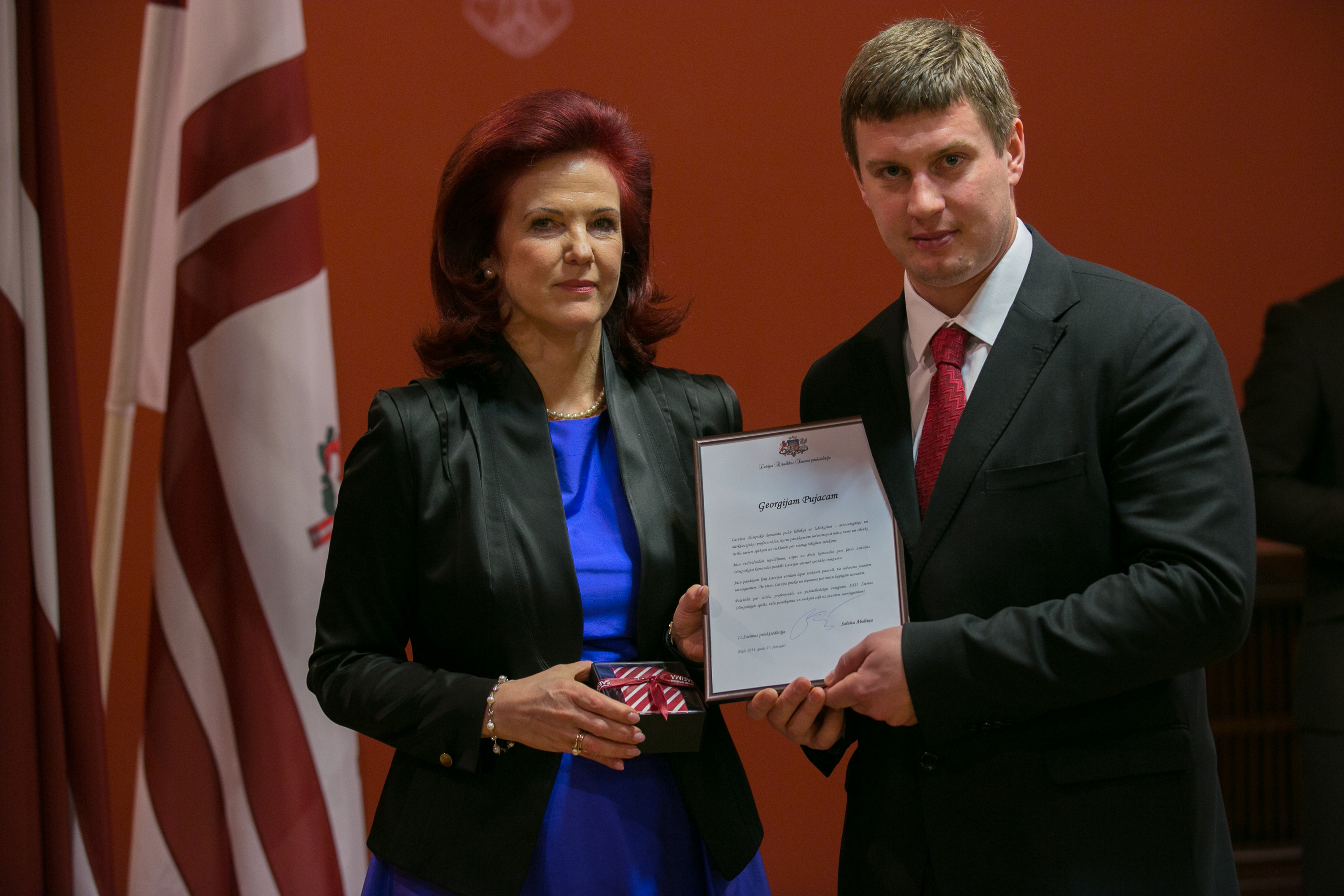
Solvita Āboltiņa und Georgijs Pujacs, 2014

Ab Juli 2013 stand Pujacs dann wieder bei Dinamo Riga unter Vertrag und war in der Saison 2013/14 zunächst Assistenzkapitän bei Dinamo, ehe er zur folgenden Spielzeit als Mannschaftskapitän ausgewählt wurde. Im Dezember 2014 weigerte er sich, für das Farmteam zu spielen, nachdem er zuvor ungenügende sportliche Leistungen gezeigt hatte (nur 2 Scorerpunkte aus 32 Spielen). Daher wurde zusammen mit drei weiteren Spielern, unter anderem Edgars Masaļskis und Marcel Hossa, entlassen. Zwei Tage später wurde Pujacs von Neftechimik Nischnekamsk verpflichtet und stand dort bis Oktober 2015 unter Vertrag.
Zwischen 2016 und 2018 spielte Pujacs wieder bei Dinamo Riga in der Kontinentalen Hockey-Liga, ehe er im August 2018 zum HK Prizma Riga wechselte. Für den HK Prizma absolvierte er sechs Spiele, ehe er Ende September 2018 von den Dresdner Eislöwen aus der DEL2 verpflichtet wurde. Zunächst erhielt er einen Probevertrag, der später bis 2019 verlängert wurde.

### International

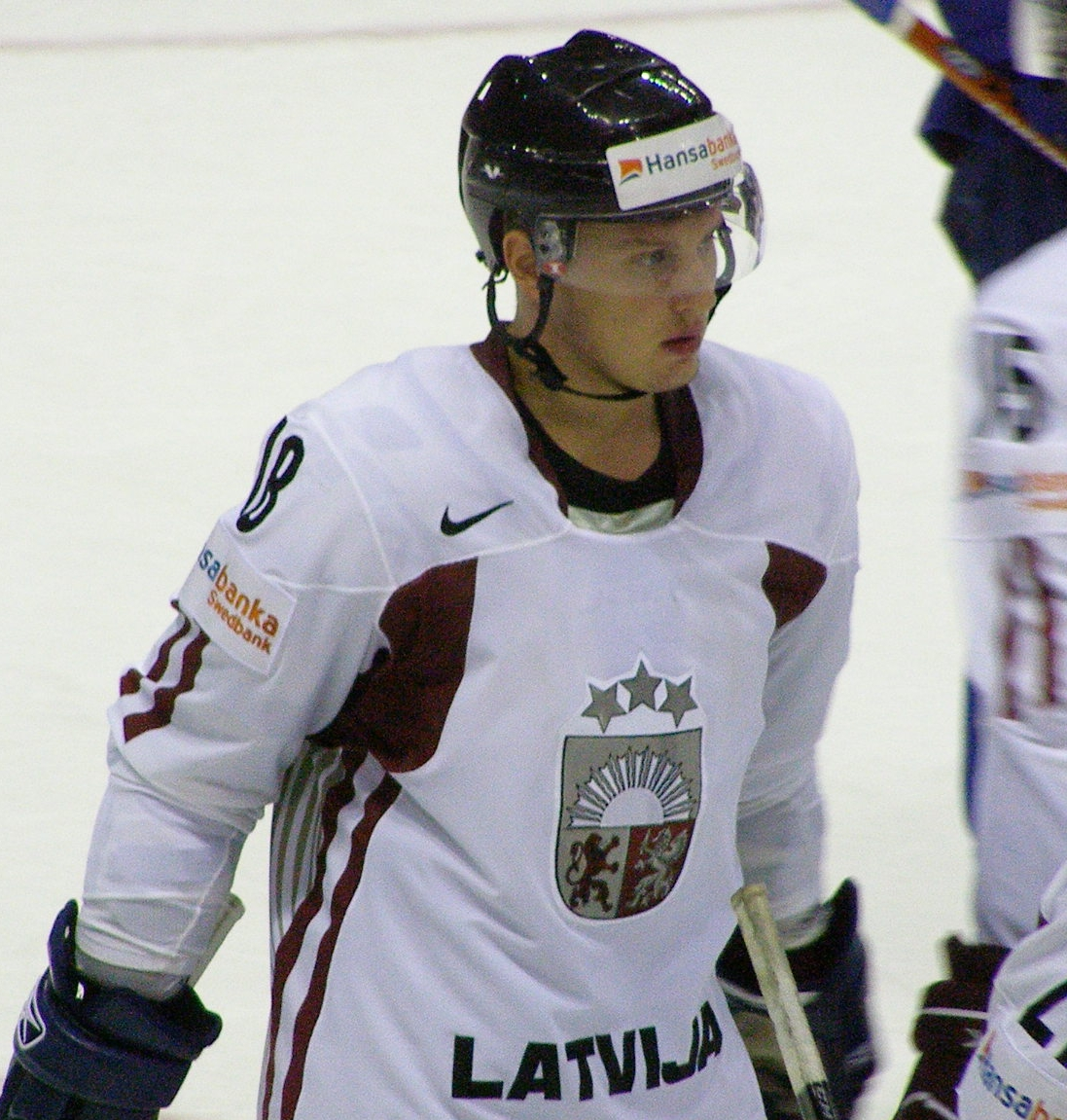
Georgijs Pujacs im Nationaltrikot, 2008

Für Lettland nahm Pujacs an der U20-Junioren-B-Weltmeisterschaft 2000, sowie den A-Weltmeisterschaften 2006, 2007, 2008 und 2009 teil. Des Weiteren stand er im Aufgebot Lettlands bei den Olympischen Winterspielen 2006 in Turin, der Qualifikation für die Olympischen Winterspiele 2010 sowie bei den Olympischen Winterspielen 2014. Weitere Weltmeisterschaftsteilnahmen folgten 2010, 2011, 2012, 2013 und 2014.

## Erfolge und Auszeichnungen
- 2002 East-European-Hockey-League-Gewinn mit dem HK Liepājas Metalurgs
- 2002 Lettischer Meister mit dem HK Liepājas Metalurgs
- 2003 Lettischer Meister mit dem HK Liepājas Metalurgs

## Karrierestatistik

### International
Vertrat Lettland bei:
| - U18-Junioren-B-Europameisterschaft 1999 - U20-Junioren-B-Weltmeisterschaft 2000 - Weltmeisterschaft 2006 - Olympischen Winterspielen 2006 - Weltmeisterschaft 2007 - Weltmeisterschaft 2008 - Qualifikationsturnier für die Olympischen Winterspiele 2010 - Weltmeisterschaft 2009 | - Olympischen Winterspielen 2010 - Weltmeisterschaft 2010 - Weltmeisterschaft 2011 - Weltmeisterschaft 2012 - Weltmeisterschaft 2013 - Olympischen Winterspielen 2014 - Weltmeisterschaft 2014 - Qualifikationsturnier für die Olympischen Winterspiele 2018 |

(Legende zur Spielerstatistik: Sp oder GP = absolvierte Spiele; T oder G = erzielte Tore; V oder A = erzielte Assists; Pkt oder Pts = erzielte Scorerpunkte; SM oder PIM = erhaltene Strafminuten; +/− = Plus/Minus-Bilanz; PP = erzielte Überzahltore; SH = erzielte Unterzahltore; GW = erzielte Siegtore; 1 Play-downs/Relegation; Kursiv: Statistik nicht vollständig)